# Pixeline Skolehjælp: Learning English – Money or nothing
Pixeline Skolehjælp: Learning English – Money or nothing er det tyvende spil i Pixeline Skolehjælp serien. Spillet er fra 2009 og er udgivet af Krea Media. 
Spillet starter med at Pixeline er på besøg hos advokat Nærig. Advokaten pålægger Pixeline at hun har 31 dage til at finde en mystisk arving til nogle penge, da hvis hun ikke gør det, for Nærig alle pengen. Så Pixeline og hendes venner, må ud og se om de kan finde en arving til alle pengene. Undervejs i spillet skal man f.eks sætte engelske ord ind i sætninger, eller matche dem med de rigtige billeder, derudover skal man også vælge om der skal "a" eller "an" foran et navneord.
Samtidig med at Pixeline ser om hun kan finde en arving. Gør Nærig alt for at stoppe hende, så hun ikke når frem.